# Chappell, Nebraska
Chappell är en ort (city) i Deuel County i delstaten Nebraska i USA. Orten hade 844 invånare, på en yta av 1,82 km² (2020). Chappell är administrativ huvudort (county seat) i Deuel County.
Staden är belägen i delstatens västra del, vid den gamla öst-västliga landsvägen U.S. Route 30 och motorvägen Interstate 80.
Chappell grundades 1884 vid den transamerikanska järnvägen och uppkallades då efter järnvägstjänstemannen Charles Henry Chappell. Järnvägen trafikeras fortfarande idag av Union Pacific, men numera endast med godstrafik.